# Choroba legionistów
Choroba legionistów (inaczej legioneloza lub legionelloza) – ciężka zakaźna choroba dróg oddechowych wywołana zakażeniem bakteriami z rodzaju Legionella – głównie przez Legionella pneumophila (serogrupy 1). Szczep ten odpowiada za 60–80% przypadków choroby.
Choroba może przybierać postać jednego z dwóch klinicznie odrębnych zespołów, czyli: choroby legionistów i – łagodniejszej formy – gorączki Pontiac.
Legionella pneumophila po raz pierwszy została wyizolowana podczas epidemii zachorowań, która miała miejsce w 1976 r. w Filadelfii, w trakcie zjazdu weteranów wojennych w hotelu Bellevue Stratford Hotel.

## Zachorowania w Filadelfii w 1976
W lipcu 1976 r. w Bellevue-Stratford Hotel w Filadelfii odbywał się zjazd amerykańskiej organizacji kombatanckiej American Legion. Już dwa dni od jej rozpoczęcia jeden z uczestników zachorował na ciężkie zapalenie płuc. Liczba osób, które zachorowały, różni się w zależności od źródeł, ale przyjmuje się, że ogółem zachorowało 182 z czego 29 osób zmarło. Inne źródła wskazują np. 221 zachorowań i 34 osoby zmarłe.
Dochodzenie zostało przeprowadzone przez ośrodek CDC z Atlanty. 18 stycznia 1977 ogłoszono, że mikrobiolog Joseph McDade z CDC wyizolował bakterię wywołującą chorobę legionistów. Początkowo zespół miał trudności z wyhodowaniem bakterii, bowiem w standardowej procedurze przy izolowaniu riketsji stosowano penicylinę i streptomycynę, które miały zapobiec zanieczyszczeniu preparatu. Po skorygowaniu procedury i zrezygnowaniu z tych antybiotyków wyizolowano bakterię, którą nazwano Legionella (od legionistów) pneumophila (gr. pneumon [płuco] + philos [kochający]).
Do rozwoju bakterii doszło w hotelowym systemie klimatyzacji. W związku z tym, że w późniejszych latach wiele innych przypadków legionellozy było związane z pobytami chorych w hotelach na całym świecie, w 1990 Światowa Organizacja Zdrowia uznała podróże i pobyty w hotelach za czynniki ryzyka legionellozy.
Chorobę legionistów po raz pierwszy opisano naukowo w 1977 w The New England Journal of Medicine. Od tamtego czasu wiele państw wprowadziło obowiązek jej rejestracji (Polska w roku 2002).

## Epidemiologia
Legionella pneumophila są drobnoustrojami środowiskowymi, które występują w sztucznych i w naturalnych zbiornikach wodnych, a także w glebie. Występują w składzie biofilmów, które powstają na powierzchniach stykających się z wodą. 
Bakterie L. pneumophila, występujące powszechnie w naturalnych ciekach i zbiornikach wodnych, pasożytują we wnętrzu komórek pierwotniaków, najczęściej z grupy gatunków należących do rodzajów Naegleria, Acanthamoeba i Hartmannella. Drobnoustroje dokonały kolonizacji komunalnych sieci wodociągowych, a do zakażenia się bakteriami Legionella dochodzi poprzez wdychanie wodno-powietrznego aerozolu, który tworzy się między innymi pod natryskami, w nawilżaczach, w inhalatorach, w przemysłowych wieżach chłodniczych, w chłodzonych wodą systemach klimatyzacyjnych, w fontannach, w skraplaczach pary, w turbinach dentystycznych, a także podczas kąpieli w wannach typu „jacuzzi”. Naukowcy nie stwierdzili przenoszenia się zakażenia tą bakterią pomiędzy ludźmi.
Światowa Organizacja Zdrowia uznaje podróże i pobyty w hotelach za czynniki ryzyka legionellozy. 20% przypadków legionellozy wykrytych na terenie Europy było związane z podróżami.
Optymalna temperatura wzrostu tych bakterii waha się między 25–43 °C. Ich pałeczki mogą przeżywać nawet w temperaturze rzędu 55–60 °C. Wskazują na to częste przypadki ich izolacji z sieci dystrybuujących gorącą wodę w budynkach użyteczności publicznej i z sieci osiedli mieszkaniowych.
Najwięcej zachorowań na chorobę legionistów jest rozpoznawanych w okresie letnio-jesiennym. Czynnikiem sprzyjającym jest intensywniejsze używanie czynnej klimatyzacji z nawilżaniem.
Najbardziej narażoną grupą społeczną są aktywni zawodowo lub podróżujący mężczyźni w wieku 50–65 lat. Do czynników ryzyka zaliczane są: palenie tytoniu, spożywanie alkoholu, leczenie cytostatyczne i immunosupresyjne, a także osłabienie w wyniku podróży.
Do grupy pacjentów o wyraźnie podwyższonych wskaźnikach zapadalności należą osoby o obniżonej odporności powstałej na skutek chronicznych schorzeń, w tym: cukrzycy, przewlekłej obturacyjnej choroby płuc (POChP), chorób naczyniowo−sercowych, a szczególnie pacjentów po przeszczepach narządowych lub dializie nerek oraz zakażonych wirusem HIV.

### W Polsce
W 2005 roku w Polsce zanotowano 21 przypadków legionellozy.
W sierpniu 2023 roku odnotowano ponad 150 przypadków legionellozy w Rzeszowie, wśród osób pochodzących z powiatów: miasta Rzeszów, a także: dębickiego, jasielskiego, łańcuckiego, niżańskiego, przemyskiego, przeworskiego, ropczycko-sędziszowskiego, rzeszowskiego oraz stalowowolskiego. W wyniku zakażenia zmarło dotychczas 14 osób, wszystkie miały choroby współistniejące. W mieście zwołano sztab kryzysowy. Przeprowadzono dezynfekcję miejskiej sieci wodociągowej. W tym samym miesiącu pierwsze dwa przypadki odnotowano również w Wielkopolsce oraz w Krakowie.

## Objawy chorobowe
Okres inkubacji (od dnia ekspozycji do wystąpienia objawów) trwa zwykle od 2 do 10 dni, ale okres ten może się także wydłużyć. Choroba legionistów nie ma charakterystycznych objawów, a objawy choroby nie występują u każdej narażonej na kontakt z bakterią osoby.
Choroba ta często przebiega z wysoką, sięgającą ponad 40 °C, temperaturą ciała oraz nietypowym przebiegiem zapalenia płuc. Gorączce towarzyszy biegunka,
zamroczenie, a także inne objawy neurologiczne. Możliwe są także objawy uszkodzenia wątroby, bradykardia itp.
Choroba może przybierać postać jednego z dwóch klinicznie odrębnych zespołów, czyli: choroby legionistów i – łagodniejszej formy – gorączki Pontiac.
| Parametr                              | choroba legionistów | gorączki Pontiac |
| ------------------------------------- | --- | --- |
| Okres inkubacji                       | 2–10 dni (rzadko do 20 dni) | od 5 godzin do 3 dni (zwykle 24–48 godzin) |
| Czas trwania                          | kilka tygodni | 2–5 dni |
| Umieralność                           | zależnie od podatności; u pacjentów hospitalizowanych może osiągnąć 40–80% | bez zgonów |
| Zapadalność epidemiczna (attack rate) | 0,1–5% populacji ogólnej 0,4–14% w szpitalach | do 95% |
| Objawy                                | - często niespecyficzne - utrata siły (astenia) - wysoka gorączka - ból głowy - suchy kaszel - czasami krwawe odkrztuszanie - dreszcze - bóle w mięśniach - trudności w oddychaniu, ból w klatce piersiowej - biegunka (25–50% przypadków) - wymioty, nudności (10–30% przypadków) - objawy ośrodkowego układu nerwowego, takie jak jako splątanie i delirium (50% przypadków) - niewydolność nerek - hiponatremia (sód w surowicy <131 mmol/litr) - poziom dehydrogenazy mleczanowej >700 jednostek/ml - brak reakcji organizmu na antybiotyki beta-laktamowe lub aminoglikozydy - po barwieniu metodą Grama próbek z dróg oddechowych wynik wykazuje liczne neutrofile i brak widocznych organizmów | - choroba grypopodobna (o umiarkowanym lub ciężkim przebiegu) - utrata siły (astenia), zmęczenie - wysoka gorączka i dreszcze - bóle mięśni - ból głowy - bóle stawów - biegunka - nudności, wymioty (u niewielkiej części osób) - trudności w oddychaniu (duszność) i suchy kaszel |

## Diagnostyka laboratoryjna
Pałeczki Legionella spp. wykazują słabe barwienie się metodą Grama w materiale (plwociny lub inny materiał diagnostyczny), ich obecność można wykazać poprzez impregnację srebrem. W diagnostyce wykorzystywany jest odczyn immunofluorescencji bezpośredniej. Gotowe zestawy DFA (kits for direct fluorescent antibody), które pozwalają na identyfikację ponad 30 gatunków bakterii z rodzaju Legionella.
W związku z tym, że pasożyty wewnątrzkomórkowe słabo rosną na podłożach laboratoryjnych, do wyhodowania bakterii z materiału pobranego od chorych użyć trzeba wzbogaconych podłoży selektywnych. Według Centers for Disease Control and Prevention diagnostyka oparta na hodowli tych bakterii wiąże się z dość dużym marginesem błędu. Według ich danych jedynie około 30% zidentyfikowanych przypadków zachorowań udaje się potwierdzić w ten sposób. Diagnostyka oparta na posiewach próbek krwi wykazuje jeszcze mniejszą skuteczność – rzędu 4–7%. Metody hodowlane są więc rzadko stosowane.
W diagnostyce dużą czułość wykazują testy ELISA i radioimmunologiczny, które są stosowane przy wykrywaniu rozpuszczalnych antygenów Legionella (głównie w moczu). W ich przypadku czułość osiąga 86–93%. Testy te wykazują także znaczną swoistość, szczególnie w przypadku L. pneumoniae grupy 1.
Nowym rozwiązaniem w diagnostyce laboratoryjnej do identyfikacji wyizolowanych szczepów, oraz do potwierdzenia ich obecności w materiałach stosowane są metody genetyczne. Wśród nich hybrydyzację ITS 16−23S PCR (polymerase chain reaction amplification of the internal transcriber spacer 16S−23S) DNA−DNA, RAPD (random amplified polimorphic DNA), a także rybotypowanie.

## Leczenie
Podstawą leczenia jest stosowanie antybiotyków. Stosowane przez długi czas erytromycyna i tetracyklina są sukcesywnie zastępowane przez inne makrolidy oraz fluorochinolony, które są szczególnie aktywne przeciwko szczepom bakterii Legionella. Najczęściej stosowana jest azytromycyna (w dawce 500 mg na dobę przez 3–5 dni) lub lewofloksacyna (dawka 500 mg na dobę przez 7–10 dni). Ciężkie przypadki mogą wymagać jednoczesnego stosowania antybiotyków z grupy makrolidów (spiramycyna IV, erytromycyna) i fluorochinolonów (lewofloksacyna, ciprofloksacyna i ofloksacyna).

## Rokowanie
Umieralność wynosi przeciętnie 10–12%. W grupie przypadków ciężkiego zapalenia płuc wskaźnik umieralności jest znacznie wyższy, i osiąga poziom 15–20%. Ważnym czynnikiem decydującym o przeżyciu pacjenta jest wczesne rozpoznanie. Podczas największej odnotowanej epidemii, która miała miejsce w hiszpańskiej Murcji w 2001, potwierdzono 449 przypadków. WHO określiło, że w czasie tej epidemii umieralność wyniosła zaledwie 1%. Prawdopodobną przyczyną, że wskaźnik ten był tak niski, była świadomość lekarzy na temat poziomu ryzyka, a także świadomość iż przeżycie i powrót do zdrowia zależą od szybkości podejmowanej interwencji i trafnego doboru terapii przeciwdrobnoustrojowej.

## Zapobieganie
W związku z tym, że naukowcy nie stwierdzili przypadków przekazywania legionelozy między ludźmi, działania zapobiegawcze są nakierowane na eliminowanie pałeczek Legionella z instalacji wodnych i ze zbiorników wodnych. Legionella, pasożytujące na komórkach pierwotniaków, korzystają z ich cyst, by przetrwać niekorzystne zmiany pogodowe (wysychanie zbiorników, spadki temperatury) oraz inne zdarzenia (np. skażenie środkami bakteriobójczymi), które mogłyby zagrozić ich populacji.
Wzrostowi stężenia pałeczek Legionella w instalacjach przesyłu wody może sprzyjać powolny jej przepływ lub zaleganie. Prawidłowość ta dotyczy szczególnie instalacji transportujących wodę ciepłą. W zapobieganiu namnażaniu się bakterii duże znaczenie mają regularne kontrole i konserwacje urządzeń. Do najczęściej stosowanych metod eradykacji bakterii Legionella należy dezynfekcja. Stosowane są różne metody dezynfekcji: termiczna (podniesienie temp. krążącej w instalacji wody do ponad 60 °C, lub chemiczna polegająca na podwyższeniu stężenia jonowego metali bakteriobójczych (miedzi i srebra) albo na chlorowaniu lub ozonowaniu. Oprócz tego, w szpitalach zalecane jest filtrowanie wody oraz naświetlanie promieniami UV. Metody te są oczywiście możliwe do zastosowania w systemach rozprowadzania wody, ale powszechna obecność bakterii Legionella w naturalnym środowisku wiąże się z ciągłym ryzykiem przypadkowego zakażenia. 

## Klasyfikacja ICD10
| kod ICD10     | nazwa choroby                                        |
| ------------- | ---------------------------------------------------- |
| ICD-10: A48.1 | Legionelloza z zapaleniem płuc (choroba legionistów) |
| ICD-10: A48.2 | Legionelloza bez zapalenia płuc (gorączka Pontiac)   |